# Żerocin (gromada)
Żerocin – dawna gromada, czyli najmniejsza jednostka podziału terytorialnego Polskiej Rzeczypospolitej Ludowej w latach 1954–1972.
Gromady, z gromadzkimi radami narodowymi (GRN) jako organami władzy najniższego stopnia na wsi, funkcjonowały od reformy reorganizującej administrację wiejską przeprowadzonej jesienią 1954 do momentu ich zniesienia z dniem 1 stycznia 1973, tym samym wypierając organizację gminną w latach 1954–1972.
Gromadę Żerocin z siedzibą GRN w Żerocinie utworzono – jako jedną z 8759 gromad na obszarze Polski – w powiecie radzyńskim w woj. lubelskim na mocy uchwały nr 15 WRN w Lublinie z dnia 5 października 1954. W skład jednostki weszły obszary dotychczasowych gromad Żerocin, Pereszczówka (bez miejscowości Łan kol.) i Utrówka ze zniesionej gminy Żerocin w tymże powiecie. Dla gromady ustalono 12 członków gromadzkiej rady narodowej.
1 stycznia 1962 do gromady Żerocin włączono wsie Puchacze, Sokule, Sitno i Szachy, osadę leśną Rozkiślanka, budkę kolejową Sokule, osadę leśną Sokule, przystanek kolejowey Sokule, osadę leśną Sitno oraz budkę kolejową Szachy ze zniesionej gromady Dołha w tymże powiecie.
1 stycznia 1959 do gromady Żerocin włączono obszar zniesionej gromady Witoroż w tymże powiecie.
Gromada przetrwała do końca 1972 roku, czyli do kolejnej reformy gminnej.